# グレッグ・サラス
グレッグ・サラス（Greg Salas 1988年8月25日 - ）はカリフォルニア州チノ出身の元アメリカンフットボール選手。現役時代のポジションはワイドレシーバー。

## 経歴
ハワイ大学マノア校では、285回のレシーブで4,345ヤードを獲得、26TDをあげた。レシーブ獲得ヤードは大学記録となっている。
2006年を練習生で過ごした。2007年、8試合に出場し3回のレシーブで35ヤードを獲得、1TDをあげた。2008年、全14試合に先発出場し、57回のレシーブでチームトップの831ヤードを獲得、3TDをあげた。
2009年、スロットレシーバーとして起用され、106回のレシーブで、全米3位の1,590ヤードを獲得し8TDをあげた。こうした活躍で、マウンテンウェスト・カンファレンスのファーストチームに選ばれた。
2010年、大学のシーズン記録を更新する119回のレシーブで1,889ヤードを獲得した。彼がこの年のレギュラーシーズンで獲得した1,675ヤードはジャスティン・ブラックモンを10ヤード上回り、NCAAトップの数字であった。AP通信よりオールアメリカンサードチームに選ばれ、スポーツ・イラストレイテッドよりオールアメリカンに選ばれた。また全米のトップレシーバーに贈られるフレッド・ビレトニコフ賞のセミファイナリストになり、マウンテンウェスト・カンファレンスのオールチームに2年連続で選ばれた。カレッジ最後の試合となったシェラトンボウルでは、13回のレシーブで214ヤードを獲得した。
2011年のNFLドラフト4巡でセントルイス・ラムズに指名された。7月、ラムズと4年契約を結んだ。この契約には45万1000ドルのサインボーナスが含まれた。
この年、11月の試合中に足を骨折し、6試合の出場で27回のレシーブで264ヤード獲得であった。
2012年9月1日、2015年のドラフト7巡指名権と引き換えにニューイングランド・ペイトリオッツへトレードされた。9月18日、解雇され、その2日後にプラクティス・スクワッドとしてペイトリオッツと契約した。同年11月17日、ベテランWRのディオン・ブランチが解雇された後、アクティブロースター入りしたが、11月22日にウェーバーされ、翌11月23日、フィラデルフィア・イーグルスと契約を結んだ。
2013年8月31日、イーグルスからカットされた後、プラクティススクワッドとして契約を結んだ。10月15日、ニューヨーク・ジェッツと契約を結んだ。11月3日のニューオーリンズ・セインツ戦では2回のレシーブで57ヤードを獲得、ファーストダウンを更新し、いずれのレシーブも味方のタッチダウンに結びつき、チームは26-20で勝利した。
2015年シーズンはデトロイト・ライオンズと契約したが、シーズン前に解雇された。